# Gryllodeicus wittei
Gryllodeicus wittei är en insektsart som beskrevs av Lucien Chopard 1939. Gryllodeicus wittei ingår i släktet Gryllodeicus och familjen syrsor. Inga underarter finns listade i Catalogue of Life.